# Присоединённая матрица
Присоединённая (союзная, взаимная) матрица — матрица {\displaystyle {C}^{*}}, составленная из алгебраических дополнений для соответствующих элементов транспонированной матрицы.
Из определения следует, что присоединённая матрица рассматривается только для квадратных матриц и сама является квадратной, так как понятие алгебраического дополнения вводится для квадратных матриц.
{\displaystyle {C}^{*}={\begin{pmatrix}{A}_{11}&{A}_{21}&\cdots &{A}_{n1}\\{A}_{12}&{A}_{22}&\cdots &{A}_{n2}\\\vdots &\vdots &\ddots &\vdots \\{A}_{1n}&{A}_{2n}&\cdots &{A}_{nn}\\\end{pmatrix}}}
Исходная матрица:
{\displaystyle {A}={\begin{pmatrix}{a}_{11}&{a}_{12}&\cdots &{a}_{1n}\\{a}_{21}&{a}_{22}&\cdots &{a}_{2n}\\\vdots &\vdots &\ddots &\vdots \\{a}_{n1}&{a}_{n2}&\cdots &{a}_{nn}\\\end{pmatrix}}}
Где:
- {\displaystyle {C}^{*}} — присоединённая (союзная, взаимная) матрица;
- {\displaystyle {A}_{ij}} — алгебраические дополнения исходной матрицы;
- {\displaystyle {a}_{ij}} — элементы исходной матрицы.

Эта матрица нужна для вычисления обратной матрицы:
{\displaystyle {A}^{-1}={{{C}^{*}} \over {\det(A)}}}
где {\displaystyle \det(A)} — определитель матрицы {\displaystyle A}.

## Обозначение
- {\displaystyle {C}^{*}}
- {\displaystyle {C}^{c}}
- {\displaystyle {C}^{v}}
- A*
- {\displaystyle \operatorname {adj} A}